# 1028
1028 (MXXVIII) je bilo prestopno leto, ki se je po julijanskem koledarju začelo na ponedeljek.

## Dogodki
- 14. april - Henrik III., sin rimsko-nemškega cesarja Konrada II., je potrjen za nemškega kralja.
- 12. november - Umirajoči bizantinski cesar Konstantin VIII. preda svojo hčer Zojo bodočemu bizantinskemu cesarju Romanu III. Argirju.
- 15. november - Roman III. Argir postane bizantinski cesar.
- Navarrski kralj Sančo III. se polasti Kastilije.
- Anglo-danski kralj Knut Veliki postane kralj Norveške in dela Švedske.

## Rojstva
- Viljem Osvajalec, angleški kralj († 1087)
- al-Zarkali, španski astronom, matematik († 1087)

## Smrti
- 11. marec - Urlik Ebersberški, mejni grof Kranjske (* 960)
- 5. maj - Alfonso V., kralj Leona in Galicije (* 994)
- 11. november -  Konstantin VIII., bizantinski cesar (* 960)